# Byrrhinus vatovai
Byrrhinus vatovai is een keversoort uit de familie dwergpilkevers (Limnichidae). De wetenschappelijke naam van de soort werd in 1953 gepubliceerd door Maurice Pic.